# Joseph Le Bihan
 (mai 2023).
Pour les articles homonymes, voir Le Bihan.
Joseph Le Bihan, né le 12 mars 1930 à Locarn, est un économiste et enseignant français. Il est cofondateur de l'Institut de Locarn et professeur honoraire de géostratégie à HEC-ISA.  

## Biographie
Originaire du lieu-dit Kerhunou, sur la commune de Locarn dans le Poher (Centre Bretagne), Joseph Le Bihan effectue d'abord son service miliaire dans les troupes de choc. Il obtient ensuite une licence d'économie et un certificat d'histoire à Rennes. Il est diplômé de Sciences Po Paris (section internationale).
Après une carrière de chercheur économiste à l'INRA, puis de directeur du Laboratoire de prospective économique des industries agricoles et alimentaires, Joseph Le Bihan intègre une cellule de renseignement de l'OTAN. Au cours de cette période, il parcourt le monde en particulier l'Asie et l'URSS. En 1974, il entame une carrière d'enseignant-formateur au HEC-ISA devenu le MBA d'HEC Paris, au CRC et au club des APM du CNPF. Il fonde, en association avec une dizaine d'entreprises françaises, le club Argos d'information économique internationale.
À partir de 1986, il contribue avec Jean-Pierre Le Roch, fondateur des Mousquetaires, à la création de l'Institut de Locarn. Ce think-tank breton est inauguré les 23 et 24 septembre 1994 par l'archiduc Otto de Habsbourg et le président du Conseil régional de Bretagne Yvon Bourges en présence de 850 personnes. Il préside son comité stratégique depuis sa création. En 2015, il contribue à la création, au sein de l'Institut de Locarn, de l'Observatoire Jules Verne de prospective économique, conçu pour accueillir des thésards et des experts du monde entier avec pour objectif de réfléchir à la place de la Bretagne dans le monde globalisé et de porter des projets innovants en particulier pour les territoires ruraux.
Expert des dynamiques territoriales dans le contexte de mondialisation, il publie, en 1993, Genèse de l’Europe unifiée dans le nouveau monde du XXIe siècle. Son objectif déclaré c'est d'en finir avec l'héritage de la Révolution française, le syndicalisme, la laïcité : « Nous allons réintégrer cette Europe de la civilisation et de la propreté qui existe déjà en Allemagne, en Suisse et dans certains pays nordiques. ».

## Publications
- Joseph Le Bihan et Guy Loury, Genèse de l'Europe unifiée dans le nouveau monde du XXIe siècle, Villeneuve-L'Archevêque, CAVAP, 1993

## Distinctions
- 2011 : Collier de l'ordre de l'Hermine par l'Institut culturel de Bretagne pour son œuvre en faveur de la Bretagne[5]